# 845 Naëma
845 Naëma este un asteroid din centura principală, descoperit pe 16 noiembrie 1916, de Max Wolf.